# حقبة الكهروضعيفة
حقبة الكهروضعيفة (بالإنجليزية: Electroweak epoch)‏ في علم الكونيات يشير المصطلح إلى فترة مبكرة من عمر الكون هبطت فيها درجة حرارته إلى حد كافي لإنفصال القوة النووية القوية عن القوة الكهروضعيفة، لكن لا تزال الحرارة فيه أعلى من الحد الحرج ({\displaystyle 159.5\pm 1.5\quad GeV}) الذي تنفصل فيه القوتين الكهرومغناطيسية والضعيفة عن بعضهما وفق النموذج القياسي، إعتبر بعض علماء الكونيات أن الحقبة الكهروضعيفة تبدأ من حقبة التضخم عند ({\displaystyle 10^{-36}\ Sec}) بعد الإنفجار العظيم، بينما آخرون إعتبروا أنها تبدأ عند ({\displaystyle 10^{-32}\ Sec}) بعد الإنفجار عندما تم تحرير طاقة الحقل التوسعي الكامنة التي أدت إلى تضخم الكون خلال حقبة التضخم وإمتلاء الكون ببلازما كوارك-غلوون كثيفة ساخنة.
في هذه الحقبة كانت تفاعلات الجسيمات قوية بما يكفي لتكوين أعداد كبيرة من جسيمات شاذة مثل بوزونات W وZ وبوزون هيغز، ومع تضخم الكون وبروده أصبحت التفاعلات أقل نشاطًا حتى وصل عمر الكون إلى حوالي ({\displaystyle 10^{-12}\ Sec}) توقف تكّون بوزونات W وZ بدرجة ملحوظة وما تبقى منها إنحل بسرعة ليصبح التفاعل الضعيف قوة ذات مدى قصير في حقبة الكواركات التالية.
إنتهت حقبة الكهروضعيفة بتغير طور القوة الكهروضعيفة والتي لا تزال طبيعته مبهمة، إذا كان الانتقال من الرتبة الأولى يمكن أن يكون مصدرًا لموجات الجاذبية الخلفية، أو مصدر عملية توليد الباريونات، لتوفيره شروط ساخاروف.
لكن لا يوفر النموذج القياسي تحول في طور الكهروضعيفة من الدرجة الأولى ولا الثانية بل يكون بشكل تقاطع مستمر مما يلغي كونه مصدر توليد الباريونات، ويلغي علاقته بموجات الجاذبية الخلفية، مع ذلك توجد إمتدادات عديدة للنموذج القياسي بما فيها التناظر الفائق ونموذج إزدواج إثنين هيغز [الإنجليزية] تظهر انتقال طور كهروضعيف من الدرجة الأولى (يتطلب أيضًا خرق تناظر الشحنة السوية).

## طالع أيضًا
- عمر الكون
- حقبة الفوتون
- حقبة التوحد العظمى
- قوة نووية ضعيفة
- قوة كهرومغناطيسية